# Vocale centrale media
| | Anteriori | Quasi anteriori | Centrali | Quasi posteriori | Posteriori |
| Chiuse | \| i • y ɨ • ʉ ɯ • u ɪ • ʏ ɪ̈ • ʊ̈ ɯ̞̈ • ʊ e • ø ɘ • ɵ ɤ • o e̞ • ø̞ ə ɤ̞ • o̞ ɛ • œ ɜ • ɞ ʌ • ɔ æ • ɐ a • ɶ ä • ɒ̈ ɑ • ɒ \| | \| i • y ɨ • ʉ ɯ • u ɪ • ʏ ɪ̈ • ʊ̈ ɯ̞̈ • ʊ e • ø ɘ • ɵ ɤ • o e̞ • ø̞ ə ɤ̞ • o̞ ɛ • œ ɜ • ɞ ʌ • ɔ æ • ɐ a • ɶ ä • ɒ̈ ɑ • ɒ \| | \| i • y ɨ • ʉ ɯ • u ɪ • ʏ ɪ̈ • ʊ̈ ɯ̞̈ • ʊ e • ø ɘ • ɵ ɤ • o e̞ • ø̞ ə ɤ̞ • o̞ ɛ • œ ɜ • ɞ ʌ • ɔ æ • ɐ a • ɶ ä • ɒ̈ ɑ • ɒ \| | \| i • y ɨ • ʉ ɯ • u ɪ • ʏ ɪ̈ • ʊ̈ ɯ̞̈ • ʊ e • ø ɘ • ɵ ɤ • o e̞ • ø̞ ə ɤ̞ • o̞ ɛ • œ ɜ • ɞ ʌ • ɔ æ • ɐ a • ɶ ä • ɒ̈ ɑ • ɒ \| | \| i • y ɨ • ʉ ɯ • u ɪ • ʏ ɪ̈ • ʊ̈ ɯ̞̈ • ʊ e • ø ɘ • ɵ ɤ • o e̞ • ø̞ ə ɤ̞ • o̞ ɛ • œ ɜ • ɞ ʌ • ɔ æ • ɐ a • ɶ ä • ɒ̈ ɑ • ɒ \| |
| Quasi chiuse                                                                                                  | \| i • y ɨ • ʉ ɯ • u ɪ • ʏ ɪ̈ • ʊ̈ ɯ̞̈ • ʊ e • ø ɘ • ɵ ɤ • o e̞ • ø̞ ə ɤ̞ • o̞ ɛ • œ ɜ • ɞ ʌ • ɔ æ • ɐ a • ɶ ä • ɒ̈ ɑ • ɒ \| | \| i • y ɨ • ʉ ɯ • u ɪ • ʏ ɪ̈ • ʊ̈ ɯ̞̈ • ʊ e • ø ɘ • ɵ ɤ • o e̞ • ø̞ ə ɤ̞ • o̞ ɛ • œ ɜ • ɞ ʌ • ɔ æ • ɐ a • ɶ ä • ɒ̈ ɑ • ɒ \| | \| i • y ɨ • ʉ ɯ • u ɪ • ʏ ɪ̈ • ʊ̈ ɯ̞̈ • ʊ e • ø ɘ • ɵ ɤ • o e̞ • ø̞ ə ɤ̞ • o̞ ɛ • œ ɜ • ɞ ʌ • ɔ æ • ɐ a • ɶ ä • ɒ̈ ɑ • ɒ \| | \| i • y ɨ • ʉ ɯ • u ɪ • ʏ ɪ̈ • ʊ̈ ɯ̞̈ • ʊ e • ø ɘ • ɵ ɤ • o e̞ • ø̞ ə ɤ̞ • o̞ ɛ • œ ɜ • ɞ ʌ • ɔ æ • ɐ a • ɶ ä • ɒ̈ ɑ • ɒ \| | \| i • y ɨ • ʉ ɯ • u ɪ • ʏ ɪ̈ • ʊ̈ ɯ̞̈ • ʊ e • ø ɘ • ɵ ɤ • o e̞ • ø̞ ə ɤ̞ • o̞ ɛ • œ ɜ • ɞ ʌ • ɔ æ • ɐ a • ɶ ä • ɒ̈ ɑ • ɒ \| |
| Semichiuse | \| i • y ɨ • ʉ ɯ • u ɪ • ʏ ɪ̈ • ʊ̈ ɯ̞̈ • ʊ e • ø ɘ • ɵ ɤ • o e̞ • ø̞ ə ɤ̞ • o̞ ɛ • œ ɜ • ɞ ʌ • ɔ æ • ɐ a • ɶ ä • ɒ̈ ɑ • ɒ \| | \| i • y ɨ • ʉ ɯ • u ɪ • ʏ ɪ̈ • ʊ̈ ɯ̞̈ • ʊ e • ø ɘ • ɵ ɤ • o e̞ • ø̞ ə ɤ̞ • o̞ ɛ • œ ɜ • ɞ ʌ • ɔ æ • ɐ a • ɶ ä • ɒ̈ ɑ • ɒ \| | \| i • y ɨ • ʉ ɯ • u ɪ • ʏ ɪ̈ • ʊ̈ ɯ̞̈ • ʊ e • ø ɘ • ɵ ɤ • o e̞ • ø̞ ə ɤ̞ • o̞ ɛ • œ ɜ • ɞ ʌ • ɔ æ • ɐ a • ɶ ä • ɒ̈ ɑ • ɒ \| | \| i • y ɨ • ʉ ɯ • u ɪ • ʏ ɪ̈ • ʊ̈ ɯ̞̈ • ʊ e • ø ɘ • ɵ ɤ • o e̞ • ø̞ ə ɤ̞ • o̞ ɛ • œ ɜ • ɞ ʌ • ɔ æ • ɐ a • ɶ ä • ɒ̈ ɑ • ɒ \| | \| i • y ɨ • ʉ ɯ • u ɪ • ʏ ɪ̈ • ʊ̈ ɯ̞̈ • ʊ e • ø ɘ • ɵ ɤ • o e̞ • ø̞ ə ɤ̞ • o̞ ɛ • œ ɜ • ɞ ʌ • ɔ æ • ɐ a • ɶ ä • ɒ̈ ɑ • ɒ \| |
| Medie | \| i • y ɨ • ʉ ɯ • u ɪ • ʏ ɪ̈ • ʊ̈ ɯ̞̈ • ʊ e • ø ɘ • ɵ ɤ • o e̞ • ø̞ ə ɤ̞ • o̞ ɛ • œ ɜ • ɞ ʌ • ɔ æ • ɐ a • ɶ ä • ɒ̈ ɑ • ɒ \| | \| i • y ɨ • ʉ ɯ • u ɪ • ʏ ɪ̈ • ʊ̈ ɯ̞̈ • ʊ e • ø ɘ • ɵ ɤ • o e̞ • ø̞ ə ɤ̞ • o̞ ɛ • œ ɜ • ɞ ʌ • ɔ æ • ɐ a • ɶ ä • ɒ̈ ɑ • ɒ \| | \| i • y ɨ • ʉ ɯ • u ɪ • ʏ ɪ̈ • ʊ̈ ɯ̞̈ • ʊ e • ø ɘ • ɵ ɤ • o e̞ • ø̞ ə ɤ̞ • o̞ ɛ • œ ɜ • ɞ ʌ • ɔ æ • ɐ a • ɶ ä • ɒ̈ ɑ • ɒ \| | \| i • y ɨ • ʉ ɯ • u ɪ • ʏ ɪ̈ • ʊ̈ ɯ̞̈ • ʊ e • ø ɘ • ɵ ɤ • o e̞ • ø̞ ə ɤ̞ • o̞ ɛ • œ ɜ • ɞ ʌ • ɔ æ • ɐ a • ɶ ä • ɒ̈ ɑ • ɒ \| | \| i • y ɨ • ʉ ɯ • u ɪ • ʏ ɪ̈ • ʊ̈ ɯ̞̈ • ʊ e • ø ɘ • ɵ ɤ • o e̞ • ø̞ ə ɤ̞ • o̞ ɛ • œ ɜ • ɞ ʌ • ɔ æ • ɐ a • ɶ ä • ɒ̈ ɑ • ɒ \| |
| Semiaperte | \| i • y ɨ • ʉ ɯ • u ɪ • ʏ ɪ̈ • ʊ̈ ɯ̞̈ • ʊ e • ø ɘ • ɵ ɤ • o e̞ • ø̞ ə ɤ̞ • o̞ ɛ • œ ɜ • ɞ ʌ • ɔ æ • ɐ a • ɶ ä • ɒ̈ ɑ • ɒ \| | \| i • y ɨ • ʉ ɯ • u ɪ • ʏ ɪ̈ • ʊ̈ ɯ̞̈ • ʊ e • ø ɘ • ɵ ɤ • o e̞ • ø̞ ə ɤ̞ • o̞ ɛ • œ ɜ • ɞ ʌ • ɔ æ • ɐ a • ɶ ä • ɒ̈ ɑ • ɒ \| | \| i • y ɨ • ʉ ɯ • u ɪ • ʏ ɪ̈ • ʊ̈ ɯ̞̈ • ʊ e • ø ɘ • ɵ ɤ • o e̞ • ø̞ ə ɤ̞ • o̞ ɛ • œ ɜ • ɞ ʌ • ɔ æ • ɐ a • ɶ ä • ɒ̈ ɑ • ɒ \| | \| i • y ɨ • ʉ ɯ • u ɪ • ʏ ɪ̈ • ʊ̈ ɯ̞̈ • ʊ e • ø ɘ • ɵ ɤ • o e̞ • ø̞ ə ɤ̞ • o̞ ɛ • œ ɜ • ɞ ʌ • ɔ æ • ɐ a • ɶ ä • ɒ̈ ɑ • ɒ \| | \| i • y ɨ • ʉ ɯ • u ɪ • ʏ ɪ̈ • ʊ̈ ɯ̞̈ • ʊ e • ø ɘ • ɵ ɤ • o e̞ • ø̞ ə ɤ̞ • o̞ ɛ • œ ɜ • ɞ ʌ • ɔ æ • ɐ a • ɶ ä • ɒ̈ ɑ • ɒ \| |
| Quasi aperte                                                                                                  | \| i • y ɨ • ʉ ɯ • u ɪ • ʏ ɪ̈ • ʊ̈ ɯ̞̈ • ʊ e • ø ɘ • ɵ ɤ • o e̞ • ø̞ ə ɤ̞ • o̞ ɛ • œ ɜ • ɞ ʌ • ɔ æ • ɐ a • ɶ ä • ɒ̈ ɑ • ɒ \| | \| i • y ɨ • ʉ ɯ • u ɪ • ʏ ɪ̈ • ʊ̈ ɯ̞̈ • ʊ e • ø ɘ • ɵ ɤ • o e̞ • ø̞ ə ɤ̞ • o̞ ɛ • œ ɜ • ɞ ʌ • ɔ æ • ɐ a • ɶ ä • ɒ̈ ɑ • ɒ \| | \| i • y ɨ • ʉ ɯ • u ɪ • ʏ ɪ̈ • ʊ̈ ɯ̞̈ • ʊ e • ø ɘ • ɵ ɤ • o e̞ • ø̞ ə ɤ̞ • o̞ ɛ • œ ɜ • ɞ ʌ • ɔ æ • ɐ a • ɶ ä • ɒ̈ ɑ • ɒ \| | \| i • y ɨ • ʉ ɯ • u ɪ • ʏ ɪ̈ • ʊ̈ ɯ̞̈ • ʊ e • ø ɘ • ɵ ɤ • o e̞ • ø̞ ə ɤ̞ • o̞ ɛ • œ ɜ • ɞ ʌ • ɔ æ • ɐ a • ɶ ä • ɒ̈ ɑ • ɒ \| | \| i • y ɨ • ʉ ɯ • u ɪ • ʏ ɪ̈ • ʊ̈ ɯ̞̈ • ʊ e • ø ɘ • ɵ ɤ • o e̞ • ø̞ ə ɤ̞ • o̞ ɛ • œ ɜ • ɞ ʌ • ɔ æ • ɐ a • ɶ ä • ɒ̈ ɑ • ɒ \| |
| Aperte | \| i • y ɨ • ʉ ɯ • u ɪ • ʏ ɪ̈ • ʊ̈ ɯ̞̈ • ʊ e • ø ɘ • ɵ ɤ • o e̞ • ø̞ ə ɤ̞ • o̞ ɛ • œ ɜ • ɞ ʌ • ɔ æ • ɐ a • ɶ ä • ɒ̈ ɑ • ɒ \| | \| i • y ɨ • ʉ ɯ • u ɪ • ʏ ɪ̈ • ʊ̈ ɯ̞̈ • ʊ e • ø ɘ • ɵ ɤ • o e̞ • ø̞ ə ɤ̞ • o̞ ɛ • œ ɜ • ɞ ʌ • ɔ æ • ɐ a • ɶ ä • ɒ̈ ɑ • ɒ \| | \| i • y ɨ • ʉ ɯ • u ɪ • ʏ ɪ̈ • ʊ̈ ɯ̞̈ • ʊ e • ø ɘ • ɵ ɤ • o e̞ • ø̞ ə ɤ̞ • o̞ ɛ • œ ɜ • ɞ ʌ • ɔ æ • ɐ a • ɶ ä • ɒ̈ ɑ • ɒ \| | \| i • y ɨ • ʉ ɯ • u ɪ • ʏ ɪ̈ • ʊ̈ ɯ̞̈ • ʊ e • ø ɘ • ɵ ɤ • o e̞ • ø̞ ə ɤ̞ • o̞ ɛ • œ ɜ • ɞ ʌ • ɔ æ • ɐ a • ɶ ä • ɒ̈ ɑ • ɒ \| | \| i • y ɨ • ʉ ɯ • u ɪ • ʏ ɪ̈ • ʊ̈ ɯ̞̈ • ʊ e • ø ɘ • ɵ ɤ • o e̞ • ø̞ ə ɤ̞ • o̞ ɛ • œ ɜ • ɞ ʌ • ɔ æ • ɐ a • ɶ ä • ɒ̈ ɑ • ɒ \| |
| i • y ɨ • ʉ ɯ • u ɪ • ʏ ɪ̈ • ʊ̈ ɯ̞̈ • ʊ e • ø ɘ • ɵ ɤ • o e̞ • ø̞ ə ɤ̞ • o̞ ɛ • œ ɜ • ɞ ʌ • ɔ æ • ɐ a • ɶ ä • ɒ̈ ɑ • ɒ | | | | | |

La vocale centrale media, o scevà, è un suono vocalico medio usato in alcune lingue. Nell'alfabeto fonetico internazionale, il suo simbolo è «ə».

## Etimologia

Il simbolo AFI per lo scevà

Il termine scevà è un adattamento del tedesco Schwa, il quale a sua volta deriva dalla parola ebraica שווא (shĕvā), che può essere tradotta come "insignificante".

## Lo scevà in linguistica
Il termine «scevà» è usato anche per vocali di qualità indefinita (piuttosto che suoni naturali) nella ricostruzione della lingua protoindoeuropea. Si osservò che, mentre nella maggior parte dei casi a in latino e nel greco classico corrisponde alla a nel sanscrito, ci sono casi in cui il sanscrito presenta una i là dove in latino e in greco vi è una a, ad esempio pitar (sanscrito) rispetto a pater (latino e greco antico). L'ipotesi di questo "scevà indoeuropeo" si evolse poi nella teoria delle laringali. La maggior parte degli studiosi di indoeuropeistica ora postulano tre differenti fonemi piuttosto che un singolo e indistinto scevà. Altri studiosi ne ipotizzano ancora di più, per spiegare ulteriori problemi nel sistema delle vocali protoindoeuropeo. La maggior parte delle ricostruzioni di *-ə- nella letteratura più antica corrisponderebbero a *-h2- nella notazione contemporanea.

### Lo scevà nelle lingue

#### Lingue dell'Italia
Tra le lingue parlate in Italia, l'idioma romanzo in cui è frequente lo scevà è la lingua napoletana, alla quale in qualche misura si ricollegano molti dei dialetti italiani meridionali intermedi: ad esempio, nella sola parola mammeta /ˈmammətə/ ("tua madre") ve ne sono due, una nella seconda sillaba e una nella terza (e ultima), mentre nella parola stenneture /stənnəˈturə/ ("stenditore per la pasta fatta in casa") tutte le vocali, con l'eccezione di quella tonica (la terza), sono rappresentate da scevà. Nel dialetto apulobarese e in quello lucano la frequenza dello scevà diminuisce via via che si avvicina al confine linguistico con i dialetti meridionali estremi, in cui esso è assente.
Lo scevà è presente anche nella lingua piemontese. In Piemonte è detto anche terza vocale poiché essa, aggiungendosi alle due vocali tipiche delle lingue gallo-italiche dell'Italia settentrionale — /ø/ (ö) e /y/ (ü) — lo differenzia dal resto della famiglia linguistica galloitalica e dal francoprovenzale. La pronuncia dello scevà in piemontese ha comunque una certa variabilità; a seconda delle parlate locali, in alcuni casi può essere pronunciata come [ɐ]. Lo scevà in piemontese è presente negli articoli e nelle preposizioni ad es. ël /əl/ ("il"), ëd /əd/ ("di"), ma anche in parole polisillabiche, casi in cui lo scevà può essere tonico, ed è sempre seguito da due consonanti, ad es. fëtta /ˈfətta/ ("fetta"), përchè /pərˈkɛ/ ("perché").
Dal piemontese si estende tuttavia alle varietà occidentali dell'emiliano (tortonese, oltrepadano, pavese e piacentino). In pavese le a e le e atone acquisiscono il suono scevà leggermente più aperto che hanno in catalano, ma questo ricorre anche in diverse sillabe accentate (si indica con ä o ë, a seconda dell'etimo) e si presenta anche in versione nasalizzata, ad esempio nella parola tänt /ˈtə̃t/ ("tanto").

#### In albanese
In albanese lo scevà è rappresentato dalla lettera ⟨ë⟩, che è anche una delle lettere dell'alfabeto albanese, che viene subito dopo la lettera ⟨e⟩. Può essere sottolineato come nelle parole i ëmbël /i əmbəl/ ('dolce') e ëndërr /əndər/ ('sogno').
Può essere accentato quando deriva da vocali nasali gheghe, come nella parola bëj, o in parole composte col suffisso turco llëk, come in budallallëk.

#### In azero
In lingua azera è rappresentato dal carattere ә.

#### In inglese
Lo scevà è il suono vocalico più diffuso nella lingua inglese; molti grafemi e di- o trigrammi vengono infatti resi con un suono vocalico centrale medio. Alcuni esempi: apart, supply, taken, pencil, reckon, circus, righteous, syringe e, nelle varietà non rotiche, anche liar, dinner, favour.
In alcune varietà della lingua, specialmente nell'inglese americano, esiste una versione rotica di questa vocale, che si indica con il simbolo [ɚ] (p. es. better).
In altre varietà rotiche si può invece avere una sequenza di /ə/ + /r/ in parole come liar, dinner e favour.

#### In turco
In lingua turca è rappresentato dal carattere ı (che, graficamente, si distingue dalla İ per l'assenza del puntino).

#### Altre lingue
In molte lingue lo scevà è atono. Alcune lingue hanno un suono simile ma diverso. Ad esempio, lo scevà è simile alla e atona breve del francese, che però in questa lingua è arrotondata e meno centrale, più come una centrale aperta arrotondata o una quasi anteriore chiusa arrotondata.
Nella lingua olandese, la vocale del suffisso -lijk, come in waarschijnlijk ("probabilmente") è pronunciata come uno scevà.
In bulgaro e afrikaans possono trovarsi scevà accentati.
Molte lingue caucasiche e alcune lingue uraliche (per esempio anche il komi) utilizzano lo scevà fonetico ed è possibile trovare gli scevà accentati.
Nello sloveno questo suono è spesso accentato quando supporta la erre vocalica (cioè dove la erre fa le veci di una vocale), ad esempio nei monosillabi (grd /ɡərd/ "brutto", prst /pərst/ "dito"), ma non solo (drzen /dərzen/ "ardito",  trnek /tərnek/ "amo", Brda /bərda/ "Collio"); interessante la parola srče ("cuore"), dove l'accento cade sulla "e" per cui lo scevà è atono, ma nei diminutivi srčece e srček l'accento è sulla "r", dunque sullo scevà.
Lo "standard orientale" della lingua catalana (tipico della zona di Barcellona e Girona) prevede la pronuncia della ⟨a⟩ e della ⟨e⟩ come uno scevà leggermente più aperto (chiamato "vocale neutra"); nei dialetti catalani parlati nelle isole Baleari, può capitare anche uno scevà accentato.
In rumeno, ove può essere accentato, è scritto "ă".